# Purpurata directa
Purpurata directa is een vlinder van de familie van de grasmotten (Crambidae). De wetenschappelijke naam van deze soort is voor het eerst voorgesteld door Xin-Lei Xue, Xiao-Qiang Lu en Xi-Cui Du in een publicatie uit 2024.
De soort komt voor in China (Hunan).